# Sikoly (film, 2022)
A Sikoly vagy narráció szerint "Sikoly: Ötödik rész" (eredeti cím: Scream vagy Scream V) 2022-ben bemutatásra kerülő amerikai slasher film, a Sikoly-filmsorozat ötödik része. Rendezői Matt Bettinelli-Olpin és Tyler Gillett, forgatókönyvírói pedig James Vanderbilt és Guy Busick.
A filmet a franchise újraindításaként írták le, és a 2011-es Sikoly 4. folytatásaként is szolgál. Ez az első rész, amelyet nem Wes Craven rendezett, aki 2015-ben elhunyt. Az eddigi filmek főszereplői, David Arquette, Neve Campbell, Courteney Cox, és Roger L. Jackson visszatérnek az eredeti szerepeikbe, illetve Marley Shelton és Heather Matarazzo is feltűnik a harmadik részből. Azonban a filmben új színészek is érkeztek Melissa Barrera, Mason Gooding, Jenna Ortega és Jack Quaid személyében.
A filmet az észak-karolinai Wilmingtonban forgatták. Az Amerikai Egyesült Államokban 2022. január 14-én, míg Magyarországon egy nappal korábban mutatták be a mozikban.

## Cselekmény
|  | Alább a cselekmény részletei következnek! |

Huszonöt évvel Billy Loomis és Stu Macher eredeti gyilkosságai után, egy este brutális támadás éri Tara Carpenter-t, a középiskolai diáklányt aki egyedül van otthon. A tettes Sikoly álarcot visel. A lány túléli a támadást, kórházba szállítják.
Modestoban rég látott nővére, Sam Carpenter Wes Hickstől, Tara egyik barátjától értesül a támadásról. Sam visszatér Woodsboróba barátjával, Richie Kirsch-lel, hogy meglátogassa Tarát a kórházban, ahol Sam találkozik Tara baráti csoportjával: Wes-szel, Amber Freemannel, valamint Chad és Mindy Meeks-Martinnal, az ikrekkel. Aznap este Chad barátnőjének, Liv Mckenzie-nek a volt barátját, Vince Schneidert, aki Stu Macher unokaöccse, megöli az ál
larcos egy bár előtt. A kórházban Samet is megtámadja. Sam elmondja Tarának, hogy hallucinációkkal küzd, mivel tinédzserként tudta meg, hogy Billy Loomis a biológiai apja. Ez eredményezte szüleik válását, és ez az oka annak, hogy Sam eltávolodott Tarától.
Sam és Richie meglátogatják Dewey Rileyt, aki elvált feleségétől Gale Weatherstől. Segítséget kérnek hogy megfékezzék a gyilkost, ő pedig felveszi a kapcsolatot Gale-lel és Sidney Prescott-tal, figyelmeztetve őket a gyilkos visszatérésére. Dewey csatlakozik a fiatalokhoz Mindy és Chad otthonában, és újra találkozik az ikrek anyjával, Martha-val, Randy Meeks húgával. Mivel a három támadás az eredeti gyilkosok rokonait érte, Samet vádolják, hogy ő a gyilkos. A maszkos ezután meggyilkolja West és az anyját, Judy Hicks seriffet az otthonukban. Ott Dewey újra találkozik Gale-lel, aki azért érkezett a városba, hogy riportot készítsen. A kórházban Tarát és Richie-t is megtámadja a gyilkos, de Dewey és Sam megmenti őket; Dewey életét veszti, amikor megpróbál végezni az maszkossal.
Sidney megérkezik a városba, miután tudomást szerez Dewey haláláról, találkozik Gale-lel és Sammel a kórházban. Sidney megkéri Samet, hogy segítsen megállítani a gyilkost, de Sam elutasítja. Úgy dönt, hogy elhagyja a várost Richie-vel és Tarával, de kénytelenek megállni Amber házánál, hogy elhozzák Tara inhalátorát. Sidney és Gale követik őket a házhoz, amelyről kiderül, hogy Stu egykori otthona, ahol az eredeti Woodsboro-i mészárlás történt több mint két évtizede. Ott Chadet és Mindyt is megtámadja a gyilkos. Miközben Sam a sérült Mindy-t ápolja, Amber fegyvert ránt és fejbe lövi Liv-et, felfedve magát a gyilkosként. Az alagsorba menekülve Richie azt mondja Samnek, hogy Tara Amber bűntársa. Sam otthagyja, hogy megkeresse Tarát, akit egy szekrényben megkötözve hagy, biztonságban.
Amikor Gale és Sidney megérkezik a házhoz, Amber megsebesíti Gale-t. Richie leszúrja Samet, ő a másik gyilkos. Richie és Amber beviszi Samet, Sidney-t és Gale-t a konyhába, ahol elárulják, hogy a Döfés filmsorozat rajongói, akik online ismerkedtek meg. Csalódtak a legutóbbi Döfés filmben, és úgy döntöttek, hogy mészárlásba kezdenek, visszahozva az "eredeti szereplőket", hogy új forrást biztosítsanak egy jövőbeli Döfés filmnek. Samet akarják beállítani a gyilkosnak. Miközben Tara Amberrel dulakodik, Sam pedig Richie-re támad, Gale lelövi Ambert, aki a tűzhelyre esik és felgyújtják. Sam megsérül, de apjáról hallucinál, aki felhívja figyelmét Amber eldobott késére. Apja nyomdokába lépve, a késsel többször megszúrja Richie-t, mielőtt lelőné és megölné. A megégett  Amber ismét megpróbálja megtámadni őket, de Tara agyonlövi.
Hajnalban Tarát és a Meeks ikreket mentőautóba teszik, hogy kórházba szállítsák őket, Sam pedig megköszöni Sidneynek és Gale-nek a segítségüket. Gale nem hajlandó írni az új gyilkosságokról, hogy hírhedtté tegye a gyilkosokat, és inkább Dewey előtt tisztelegve egy seriffről fog írni. Sam csatlakozik Tarához a mentőautóban, és az éjszakai eseményekről egy riporter tudósít, mint huszonöt évvel korábban Gale Weathers.
|  | Itt a vége a cselekmény részletezésének! |

## Szereplők
| Szerep                   | Színész            | Magyar hang       |
| ------------------------ | ------------------ | ----------------- |
| Sidney Prescott          | Neve Campbell      | Zsigmond Tamara   |
| Gale Weathers            | Courteney Cox      | Kiss Erika        |
| Dewey Riley              | David Arquette     | Stohl András      |
| Samantha "Sam" Carpenter | Melissa Barrera    | Podlovics Laura   |
| Tara Carpenter           | Jenna Ortega       | Mayer Szonja      |
| Richie Kirsch            | Jack Quaid         | Szatory Dávid     |
| Amber Freeman            | Mikey Madison      | Pekár Adrienn     |
| Judy Hicks               | Marley Shelton     | Bozó Andrea       |
| Wes Hicks                | Dylan Minnette     | Czető Roland      |
| Mindy Meeks-Martin       | Jasmin Savoy Brown | Csuha Bori        |
| Chad Meeks-Martin        | Mason Gooding      | Orosz Ákos        |
| Liv McKenzie             | Sonia Ben Ammar    | Laudon Andrea     |
| Vince Schneider          | Kyle Gallner       | Berkes Bence      |
| Martha Meeks             | Heather Matarazzo  | Bertalan Ágnes    |
| pultos                   | Brooke Barnhill    | Pallai Mara       |
| Billy Loomis             | Skeet Ulrich       | Markovics Tamás   |
| A hang                   | Roger L. Jackson   | Karácsonyi Zoltán |

## A film készítése

### Forgatás
A forgatás eredetileg 2020 májusában kezdődött volna az észak-karolinai Wilmingtonban, de a COVID-19 világjárvány miatt elhalasztották. 2020. szeptember 23-án folytatták a munkálatokat. A forgatás Wilmington több utcájában zajlott, beleértve a Williston Közép Iskola kültéri felvételeit, valamint a Cardinal Lanes hajóállomás és a 10. utca (az Ann és a Castle utcák között) beltéri felvételeit. A film 7 millió dollár visszatérítést kapott az Észak-Karolinai Filmhivataltól. A forgatás 2020. november 17-én fejeződött be. 2021 áprilisában megerősítették, hogy nemcsak a film forgatókönyvének több változata készült el, hanem több leforgatott jelenet is, hogy elkerüljék a tényleges történet részleteinek kiszivárgását a film megjelenése előtt. Az utómunka során Michel Aller volt a film elsődleges vágója. A film utómunkálatai 2021. július 7-én fejeződtek be.

### Filmzene
2021. május 12.-én megerősítették, hogy Brian Tyler szerzi a film zenéjét. Tyler korábban már dolgozott Matt Bettinelli-Olpinnal és Tyler Gillett-tel az Aki bújt című filmen. Tyler Marco Beltramit váltja le, aki az első négy film zenéjét is szerezte.

## Bemutató
A filmet a tervek szerint 2022. január 14-én mutatja be a Paramount Pictures.